# アップルゲイツ
『アップルゲイツ』（原題：Meet the Applegates）は、1991年のアメリカ映画。アメリカの中流家庭を風刺したブラック・コメディ。『ヘザース/ベロニカの熱い日』のマイケル・レーマン監督が、本作でも毒を吐いている。淀川長治はこれを高く評価し、ビデオ発売時に推薦文を寄稿した。

## ストーリー
自然破壊の進む南米の密林。昆虫たちはその元凶であるアメリカの発電所を破壊するために、平均的アメリカ人になりすまして、オハイオ州に住む。しかし、彼らも、平均的アメリカ人とやらに感化され変わっていく。

## スタッフ
- 監督・共同脚本：マイケル・レーマン

## キャスト
- エド・ベグリー・Jr：リチャード・アップルゲイツ
- ストッカード・チャニング：ジェーン・アップルゲイツ
- ダブニー・コールマン
- ボビー・ジャコビー
- カーミー・クーパー